# Green Rose
Green Rose (그린로즈?, Geurin rojeuLR, Rosa Verde in italiano) è una serie televisiva sudcoreana del 2005, diretta da Kim Soo-ryong e Kim Jin-geun.

## Trama
Lee Jung-hyun vive una vita tranquilla, quando improvvisamente viene accusato di omicidio, con numerose prove artefatte che tuttavia conducono irrimediabilmente a lui. In seguito al suicidio della madre, il ragazzo riesce a fuggire dalla polizia e ad espatriare, arrivando a Shangai. Jung-hyun, creduto da tutti morto, torna infine in Corea con l'identità di Zhang Zhongyuan, con lo scopo di potersi vendicare.